# هانس ویکلوند
هانس ویکلوند (به سوئدی: Hans Wiklund) (متولد ۱۷ سپتامبر ۱۹۶۴) روزنامه نگار سوئدی و منتقد فیلم و میزبان برنامه های تلویزیونی است. وی همسر اما ویکلوند، مدل سوئدی است و این زوج دارای دو فرزند هستند.